# Хилл-Сити (город, Миннесота)
Хилл-Сити (англ. Hill City) — город в округе Эйткин, штат Миннесота, США. На площади 3,4 км² (2,8 км² — суша, 0,6 км² — вода), согласно переписи 2002 года, проживают 479 человек. Плотность населения составляет 170,3 чел./км².
- Телефонный код города — 218
- Почтовый индекс — 55748
- FIPS-код города — 27-29096[1]
- GNIS-идентификатор — 0644967[2]